# Clase Vulcano
La Clase Vulcano es una clase de buques de aprovisionamiento logístico de la Marina Militare de Italia.

## Desarrollo
Construidos por Fincantieri. La sección de proa se construye en Castellammare di Stabia, la sección de popa se construye en Riva Trigoso y el ensamblaje se realiza en Muggiano.
El Vulcano fue puesto en gradas en octubre de 2016, botado en abril de 2017 y comisionado en marzo de 2021 por la Marina Militare. En mayo de 2022 Fincantieri inició la construcción de la segunda unidad. Se espera su entrega para 2025.

## Características
Buque de aprovisionamiento logístico de 27 200 t de desplazamiento y 193 m de eslora; propulsión CODLAD (velocidad 20 nudos); carga combustible, agua, comida, repuestos y energía eléctrica; tripulación 167 + 200 tropas; capacidad para carga de módulos y un (1) grúa; un (1) hangar para dos (2) helicópteros EH101 Merlin.

## Buques
Buques de la clase Vulcano:
- Vulcano (A5335)
- segunda unidad (en constr.)